# HMS Invincible (1869)
HMS Invincible hørte til Audacious klassen af panserskibe i Royal Navy, bygget i slutningen af 1860'erne. Klassen var designet som "panserskibe af anden klasse", og var dermed udset til oversøisk tjeneste. Invincible havde dog ikke så megen oversøiske tjeneste som sine søsterskibe, men var i stedet vagtskib eller tilknyttet Middelhavsflåden. Skibet var i aktiv tjeneste til 1893, hvorefter det lå i reserve. I 1901 fik Invincible fjernet sin maskineri og blev et stationært depotskib. Efter 1. verdenskrigs udbrud blev det udset som logiskib i Scapa Flow, men det forliste under bugseringen. Navnet betyder "uovervindelig", og skibet var det fjerde af foreløbigt seks med dette navn i Royal Navy.

## Design og konstruktion
Panserskibene af Audacious klassen var "central battery ships", altså skibe med artilleri og panser koncentreret i et batteri midtskibs. Typen betegnes også som kasematskib. Udformningen af batteriet blev ændret, så de blev de første britiske panserskibe med kanonerne fordelt over to dæk. Helt i tråd med tidens ideer om søkrigsførelse var det udstyret med vædderstævn. Besætningen var på 450 mand.
HMS Invincible var 85,3 meter lang. Bredden var 16,5 meter og dybgangen omkring syv meter. Skibene af Audacious klassen var periodens mest stabile britiske panserskibe.

### Fremdrift
Invincible havde to to-cylindrede dampmaskiner fra firmaet Napier. Maskinerne var imidlertidtid ikke særlig holdbare, og de måtte udskiftes allerede i 1876. Det vakte en del mishag i Royal Navy, og betød, at Napier i en periode på 10 år ikke fik nye ordrer på maskineri. Der var plads ombord til 460 tons kul, hvilket rakte til 1.260 sømil ved en fart på 10 knob.
Audacious klassen var fra starten fuldriggere, med et sejlareal på 2.328 m2. Efter at HMS Captain var forlist i 1870, blev det besluttet at ændre dem til barkriggede skibe, med et sejlareal på 2.202 m2. De var langsomme under sejl, hvor de kun kunne præstere 6,5 knob, blandt andet på grund af modstanden fra skruerne. De tre skibe i klassen, der havde balanceret ror (Audacious, Vanguard og Invincible), blev beskrevet som uhåndterlige, når de kun gik under sejl.

### Artilleri
HMS Invincible havde 10 styk 22,9 cm kanoner og fire 15,2 cm kanoner, alle riflede forladere. Seks af de ti 22,9 cm kanoner stod på kanondækket, fordelt med tre i hver side. På det øverste dæk stod de sidste fire svære kanoner, i hvert sit hjørne af den pansrede kasemat, så de fik større skudfelt. Desuden kunne disse fire kanoner bruges i al slags vejr, uden risiko for at der trængte vand ind gennem kanonportene. De fire 15,2 cm kanoner var opstillet uden for kasematten, på det øverste dæk, to med skudfelt forud og to med skudfelt agterud. Endelig havde skibet seks salutkanoner.
De kraftige 22,9 cm kanoner havde et projektil med en vægt på 254 pund (115,2 kg) og hver kanon vejede 12 tons. Mundingshastigheden var 430 m/sekund og projektilerne var i stand til at gennembryde 287 mm jernpanser på klos hold. De mindre 15,2-centimeter kanoner affyrede projektiler med en vægt på 64 pund (29,0 kg) og deres mundingshastighed var 343 m/sekund.
I 1878 fik Invincible fire 35,6 cm torpedoapparater, som blev opstillet på kanondækket, uden for kasematten. I 1879 fik skibet som det første i Middelhavsflåden seks hurtigtskydende Nordenfeldt kanoner, til forsvar mod torpedobåde. Ved skibets eftersyn i 1886 blev både Nordenfeldterne og og 15,2 cm kanonerne udskiftet med seks eller otte 10,2 cm riflede bagladere.

### Panser
Invincible var beskyttet hele vejen langs vandlinjen af et smedejernspanser, der var 203 mm tykt midskibs og aftog til 152 mm. Vandlinjepanseret dækkede et område op til en meter over vandlinjen og 1,5 m under vandlinjen. Kanonerne i kasematten var beskyttet af 203 mm panser, og pansringen af den tværgående del af kasematten var mellem 127 og 203 mm. Panseret var fastgjort på et lag teaktræ på mellem 203 og 254 mm. Den samlede vægt af panseret var 939 tons.

## Tjeneste
HMS Invincible blev bestilt hos Robert Napiers værft i Govan ved Glasgow. Skibet blev køllagt 28. juni 1867 og søsat 29. maj 1869. Invincible var færdigt 1. oktober 1870 og det hejste kommando på samme tid.
Første tjeneste var som vagtskib ved Hull, men allerede året efter blev skibet afløst på denne plads af søsterskibet Audacious. I 1872-1876 gjorde Invincible tjeneste ved Middelhavsflåden, men så var maskineriet slidt op, og skibet måtte retur til England og på værftsbesøg i Plymouth. I 1878 var Invincible tilbage i Middelhavet, og blev der til 1886. Under tjenesten deltog skibet i bombardementet af Alexandria i juli 1882. I 1886 var Invincible tilbage i England, hvor det fik en besætning om bord, der skulle fragtes til Kina for at overtage Audacious. Efter denne tur gjorde skibet tjeneste som vagtskib ved Southampton 1886-1893. Efter otte år i reserven fik Invincible i 1901 fjernet sin maskineri, og skibet blev stationært depotskib for torpedobåde og i 1904 omdøbt til Erebus. Tiden som depotskib blev tilbragt i Sheerness og varede til 1906. I 1906-1914 lå skroget af det gamle panserskib i Portsmouth under navnet Fisgard II, men da 1. verdenskrig brød ud i 1914, blev det besluttet at slæbe skibet til Scapa Flow, hvor det skulle fungere som logiskib for nyindkaldt mandskab. Fisgard II nåede aldrig frem, for under bugseringen forliste det ved Portland 17. september 1914 og tog 21 mand med i dybet.